# Зарубежное военное обозрение
«Зарубежное военное обозрение» (укр. Закордонний військовий огляд) — російський щомісячний ілюстрований журнал про військову справу та техніку, що виходить у Москві. Журнал був заснований 1921 року як видання Військової академії РРФСР з назвою рос. «Военный зарубежник». З 1992 є органом Міністерства оборони Російської Федерації.

## Історія
Перший номер «Военного зарубежника», органу Відділу іноземної військового друку при Військовій академії РРФСР, було видано 1921 року, але 1926 року його випуск було припинено. Журнал повернувся до читача 1931 року, але за десять років вдруге призупинив своє функціонування. Видавництво «Красная звезда» відновило випуск тільки 1956 року як журналу Міністерства оборони СРСР.
1973 року журнал змінив назву на «Зарубежное военное обозрение» і став доступним через вільну передплату. До того розповсюджувався тільки серед офіцерів, генералів і адміралів Радянської Армії і Військово-Морського Флоту. З 1992 року журнал видається Міністерством оборони Росії.

## Зміст
Кожне число містить статті, згруповані в чотири тематичні блоки: загальні військові проблеми, сухопутні війська, військово-повітряні сили та військово-морські сили (такої структури журнал дотримується останні сорок років). За статтями слідують коротші дописи постійних рубрик «Кризи, конфлікти, війни», «Іноземна військова хроніка», «Повідомлення, події, факти», «До подій на Україні» (з 2014 року) тощо.
За публікаціями у «Зарубежном военном обозрении» можна слідкувати за змінами у напрямках зовнішньої політики колись СРСР, а тепер РФ. До 1991 року матеріали журналу присвячувались переважно країнам-учасницям НАТО та військово-політичним союзникам США (Австралії, Саудівській Аравії, Японії тощо). Решта світу — союзники чи нейтральні країні — загалом не згадувалась. Так, могла бути стаття про Пакистан (але ніколи не про Індію), Ізраїль (але не Сирію); ніколи не було статей про Алжир, Ірландію, Фінляндію, В'єтнам тощо. Після зміни у розстановлені сил на світовій арені, особливо після розширення НАТО у Східній Європі, «географія» розширились: країн, про які нічого не пишуть, майже не залишилось. У січні 2014 року у журналі з'явилась перша стаття, присвячена Україні.